# Dactylaspis dactylifera
Dactylaspis dactylifera är en insektsart som beskrevs av Ferris 1937. Dactylaspis dactylifera ingår i släktet Dactylaspis och familjen pansarsköldlöss. Inga underarter finns listade i Catalogue of Life.